# Emosson
Emosson war eine Alp im Tal der Barberine in der Gemeinde Finhaut im Wallis. In den 1970er-Jahren wurde das Tal vom Lac d’Emosson geflutet.

## Geographie
Die Sommerweide lag auf 1785 Metern Höhe in einem Tälchen mit «sumpfiger Sohle» am Zusammenfluss der Bäche Nant de Drance und Nant de Folly zur Barberine. Nördlich erhebt sich der Bel Oiseau und östlich führt der Weg über den Pass von La Gueulaz nach Finhaut. Die Alp war Eigentum der Bürgergemeinde Finhaut.

## Geologie

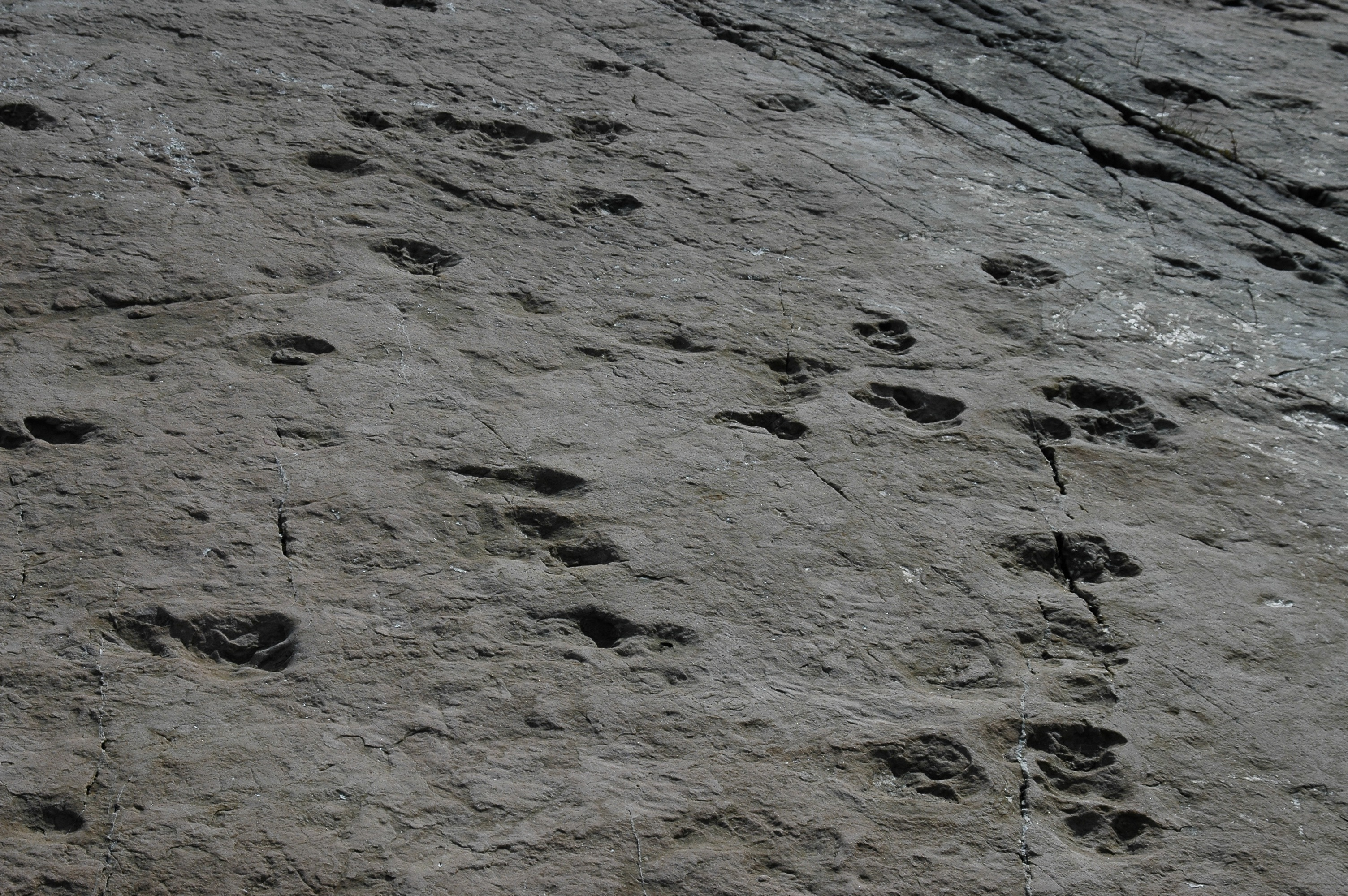
Dinosaurierspuren

Bei der Ebene von Emosson handelte es sich wahrscheinlich um ein altes Seebecken, das durch die Sedimente der geschiebereichen Wildbäche aufgefüllt worden war. Es wurden 240 Mio. Jahre alte Archosaurier-Fussabdrücke gefunden.

## Geschichte

### Alte Zeiten
Die Geschichte von Emosson ist durch langjährige Streitereien geprägt. Bei der sogenannten Schlacht von Emosson besiegten 1323 die unter den Äbten von Saint-Maurice stehenden Leute von Finhaut und Salvan die unter savoyardischer Obrigkeit stehenden Nachbarn aus dem Faucigny, welche unter Führung von Guillaume de Thoire standen, aus dem Hochtälchen. Bis zum Bau der Staumauer erinnerte die Schlachtkapelle und die jährliche Fusswallfahrt am Jahrtag daran.
Im Zug der Abtrennung von Finhaut von Salvan 1649 wurde Emosson 1697 Finhaut zugesprochen, während die oberhalb anschliessende Alpweide Barberine im Besitz von Salvan verblieb.

### Neue Zeiten
Ab 1920 wurde die Alp ab Le Châtelard mittels einer Standseilbahn und anschliessender Feldbahn mit 75 cm Spurweite sowie einer Luftseilbahn erschlossen, um direkt hinter den Alphütten auf der Geländestufe zwischen Emosson und der Alp Barberine eine Gewichtsstaumauer zu erstellen. Dieser Stausee der Schweizerischen Bundesbahnen diente der Elektrifizierung der Simplonlinie.
Seilbahn und Dampfzüge verschwanden nach dem Bau wieder. Das Trassee der Eisenbahn wurde zum Rhododendron-gesäumten Wanderweg.
1963 bis 1974 wurde die Bogenstaumauer von Emosson gebaut. Der Emosson-Stausee überflutet sowohl die Alp Emosson, wie auch den Barberine-See von 1925. Das Stauvolumen wurde mehr als verfünffacht.
Ein Jahr später wurde auf dem Trassee der Baubahn aus den 1920er-Jahren eine mit Akkumulatoren-Lokomotiven betriebene Touristenbahn Parc d’Attractions du Châtelard bis zum Fuss der neuen Staumauer erstellt.